# Chiesa di Santa Chiara (Pieve di Cento)
La chiesa o cappella di Santa Chiara è una chiesa cattolica situata a Pieve di Cento. La chiesa è stata costruita tra il 1633 e il 1645, parte del complesso conventuale delle suore Clarisse. La maggioranza delle decorazioni presenti all'interno dell'edificio risalgono invece ad un periodo compreso tra la metà e la fine del 1700.

## Storia e Opere
La costruzione della chiesa venne iniziata nel 1633 e terminata nel 1645. La chiesa era parte del complesso conventuale delle suore clarisse Clarisse. .
La chiesa è a navata unica con volta a botte, e ha una ricchissima decorazione pittorica, che comprende il soffitto e le pareti. Al centro del soffitto è rappresentata Santa Chiara, che viene accolta in cielo da Dio Padre e dalla Colomba dello Spirito Santo, accompagnata da angeli.
Tra il 1655 e il 1657 venne commissionata la pala d'altare a Benedetto Gennari, il nipote del Guercino, rappresentante la Vestizione di Santa Chiara tra i Santi Francesco d’Assisi, Antonio da Padova e Agnese (sorella minore di Santa Chiara). Il dipinto è inserito all'interno di una ricca architettura dipinta, con bassorilievi, colonne tortili, e decorazioni a stucco. L’effetto illusionistico è implementato dalla finestra dipinta sulla porticina laterale a sinistra, esempio di trompe l’oeil. L’altare maggiore è ornato da un paliotto in scagliola che descrive un episodio della vita di Santa Chiara, ovvero la santa che scaccia i saraceni, durante l'assalto al monastero di San Damiano di Assisi, mostrando un ostensorio col Santissimo Sacramento.
In una cantoria sopra la porta d'ingresso, è conservato un organo a mantice realizzato da Carlo Traeri nel 1687.